# M89 (astronomia)
M 89 (anche chiamata NGC 4552) è una galassia ellittica visibile nella costellazione della Vergine; fu scoperta da Charles Messier il 18 marzo 1781. M89 fa parte dell'Ammasso della Vergine.

## Osservazione

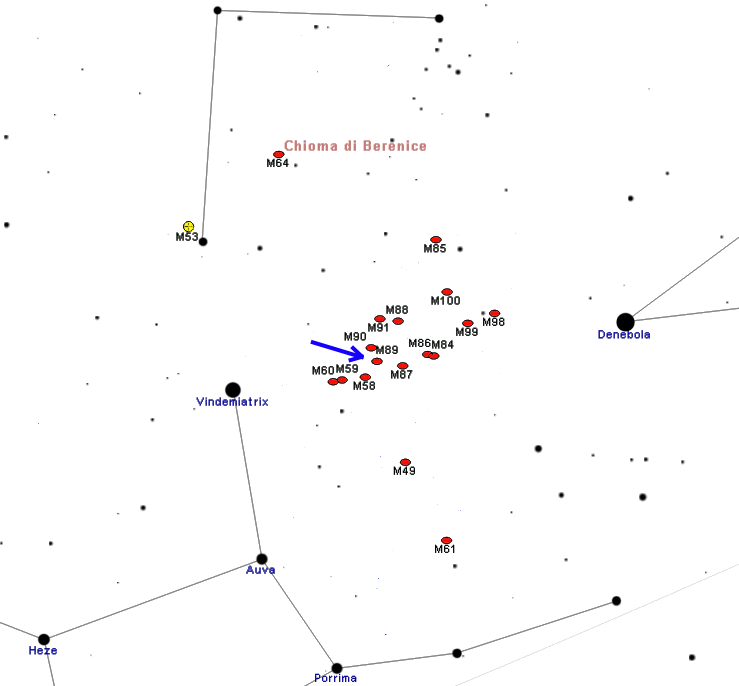
Mappa per individuare M89.

M89 si trova in una regione di cielo priva di stelle di riferimento, fra le costellazioni della Vergine e della Chioma di Berenice; la sua luminosità non eccessivamente elevata e la presenza di un gran numero di altre galassie ne rende difficile l'osservazione e il riconoscimento. La galassia si trova al di fuori della portata di un binocolo di medie dimensioni, mentre può essere individuata con un piccolo telescopio amatoriale, come un rifrattore da 60mm di apertura: qui si presenta come una macchia tondeggiante e priva di particolari; strumento di aperture comprese fra 100 e 200mm consentono solo di osservare un alone più marcato, di circa 1,5'.
M89 può essere osservata con facilità da entrambi gli emisferi terrestri e da tutte le aree abitate della Terra, grazie al fatto che la sua declinazione non è eccessivamente settentrionale; dalle regioni boreali è maggiormente osservabile e si presenta estremamente alto nel cielo nelle notti di primavera, mentre dall'emisfero australe appare mediamente più basso, ad eccezione delle aree prossime all'equatore. Il periodo migliore per la sua osservazione nel cielo serale è quello compreso fra febbraio e agosto.

## Storia delle osservazioni
Charles Messier, che rinvenne in quest'area di cielo un gran numero di oggetti, la descrisse come una nebulosa senza stelle dalla luce estremamente debole e visibile con difficoltà; William Herschel annotò che le sue dimensioni sono molto ridotte e la sua forma è circolare, con un centro molto luminoso. La descrizione più accurata proviene da Padre Heinrich Ludwig d'Arrest, che la descrisse come una nube tonda del diametro di 45" e più chiara al centro, dal nucleo simile ad una stella di decima magnitudine.

## Caratteristiche
Osservazioni condotte negli anni novanta mostrano come M89 sia quasi perfettamente sferica nella sua forma: ciò non è usuale per le galassie ellittiche, che sono tutte ellissoidi allungati; è possibile che la galassia sia orientata in modo da apparire sferica ad un osservatore sulla Terra ma sia in realtà ellittica.
La galassia inoltre è circondata da una struttura formata da gas o polveri che si estende fino a 150.000 anni luce dalla galassia. Sono anche presenti getti di particelle che arrivano fino ad una distanza di 100.000 anni luce, segno che la galassia poteva essere in origine un quasar o una radiogalassia.
M89 contiene inoltre un'estesa popolazione di ammassi globulari, se comparata con la Via Lattea: infatti, mentre la nostra Galassia ne possiede circa 150-200, M89 ne avrebbe, secondo uno studio condotto nel 2006, circa 2000 ± 700, compresi entro 10' dal suo nucleo.

### Libri
- (EN) Stephen James O'Meara, Deep Sky Companions: The Messier Objects, Cambridge University Press, 1998, ISBN 0-521-55332-6.

### Carte celesti
- Toshimi Taki, Taki's 8.5 Magnitude Star Atlas, su geocities.jp, 2005. URL consultato il 7 novembre 2010 (archiviato dall'url originale il 5 novembre 2018). - Atlante celeste liberamente scaricabile in formato PDF.
- Tirion, Rappaport, Lovi, Uranometria 2000.0 - Volume I - The Northern Hemisphere to -6°, Richmond, Virginia, USA, Willmann-Bell, inc., 1987, ISBN 0-943396-14-X.
- Tirion, Sinnott, Sky Atlas 2000.0 - Second Edition, Cambridge, USA, Cambridge University Press, 1998, ISBN 0-933346-90-5.
- Tirion, The Cambridge Star Atlas 2000.0, 3ª ed., Cambridge, USA, Cambridge University Press, 2001, ISBN 0-521-80084-6.